# Lil’ L.O.V.E.
A Lil’ L.O.V.E. Bone Thugs-n-Harmony, Mariah Carey és Bow Wow amerikai előadók kislemeze. Bone Thugs-n-Harmony Strength & Loyalty (2007) című albumának második kislemezeként jelent meg 2007-ben.

## Fogadtatása
A Lil’ L.O.V.E. pozitív kritikákat kapott számos jelentős magazinban és weboldalon. A Billboard Bone-Thugs-n-Harmony és Mariah legutóbbi közös dalához, az 1997-es Breakdownhoz hasonlítja a dalt. A SoundBytes – News4Jax Careyt tartja a dal fénypontjának, a többi közreműködőről kevésbé kedvezően szól.
A Lil’ L.O.V.E. a Billboard Bubbling Under Hot 100 Singles slágerlistája 17. helyéig jutott, ami a fő lista, a Billboard Hot 100 117. helyének felel meg. A dal az Egyesült Államokban május 8-án jelent meg az iTunes-on és június 5-én kislemezen.

## Videóklip és remixek
A dal videóklipjét Chris Robinson rendezte, aki Careynek utoljára a Busta Rhymesszel közös slágeréhez, az I Know What You Wanthoz rendezett videóklipet. A klipben szerepel Jermaine Dupri és a Swizz Beatz is. A klip premierje július 5-én volt a BET zenecsatorna 106 & Park műsorában.
A dalnak három változata van, az első változat, ami kiszivárgott az internetre (ebben nem volt még az elején Mariah intrója és a végén a magas hangjai), valamint egy „explicit” (szókimondó) változat, ami az albumon hallható, és egy „clean” (tiszta) változat, amit a rádióban adnak.
- Lil’ L.O.V.E. (A Cappella)
- Lil’ L.O.V.E. (Clean)
- Lil’ L.O.V.E. (Explicit)
- Lil’ L.O.V.E. (Edit)
- Lil’ L.O.V.E. (Instrumental)

## Helyezések
| Slágerlista                           | Legmagasabb helyezés |
| ------------------------------------- | -------------------- |
| USA Billboard Hot 100                 | 117                  |
| USA Billboard Hot R&B/Hip-Hop Songs   | 66                   |
| USA Billboard Hot Rap Tracks          | 24                   |
| USA Billboard Rhythmic Top 40         | 22                   |
| Új-zélandi New Zealand Top 40 Singles | 6                    |

## Külső hivatkozások
- A dal Bone Thugs-N-Harmony weboldalán
- Lil’ L.O.V.E. videóklip